# Parasenecio matsudai
Parasenecio matsudai là một loài thực vật có hoa trong họ Cúc. Loài này được (Kitam.) Y.L.Chen mô tả khoa học đầu tiên năm 1999.